# Carl August Tidemann
Carl August Tidemann (ur. 7 czerwca 1971) – norweski muzyk, kompozytor i instrumentalista. Carl August Tidemann znany jest przede wszystkim z wieloletnich występów w grupie muzycznej Tritonus w której pełni funkcję gitarzysty. Od 1998 roku występuje w progmetalowej formacji Winds. W latach 1996–1997 był członkiem awangardowego zespołu heavymetalowego Arcturus. W 1996 roku ukazał się jedyny album solowy muzyka pt. Stylistic Changes. Gościnnie oraz jako muzyk sesyjny współpracował z grupami Fleurety i Diabla.